# 涅博魯夫宮

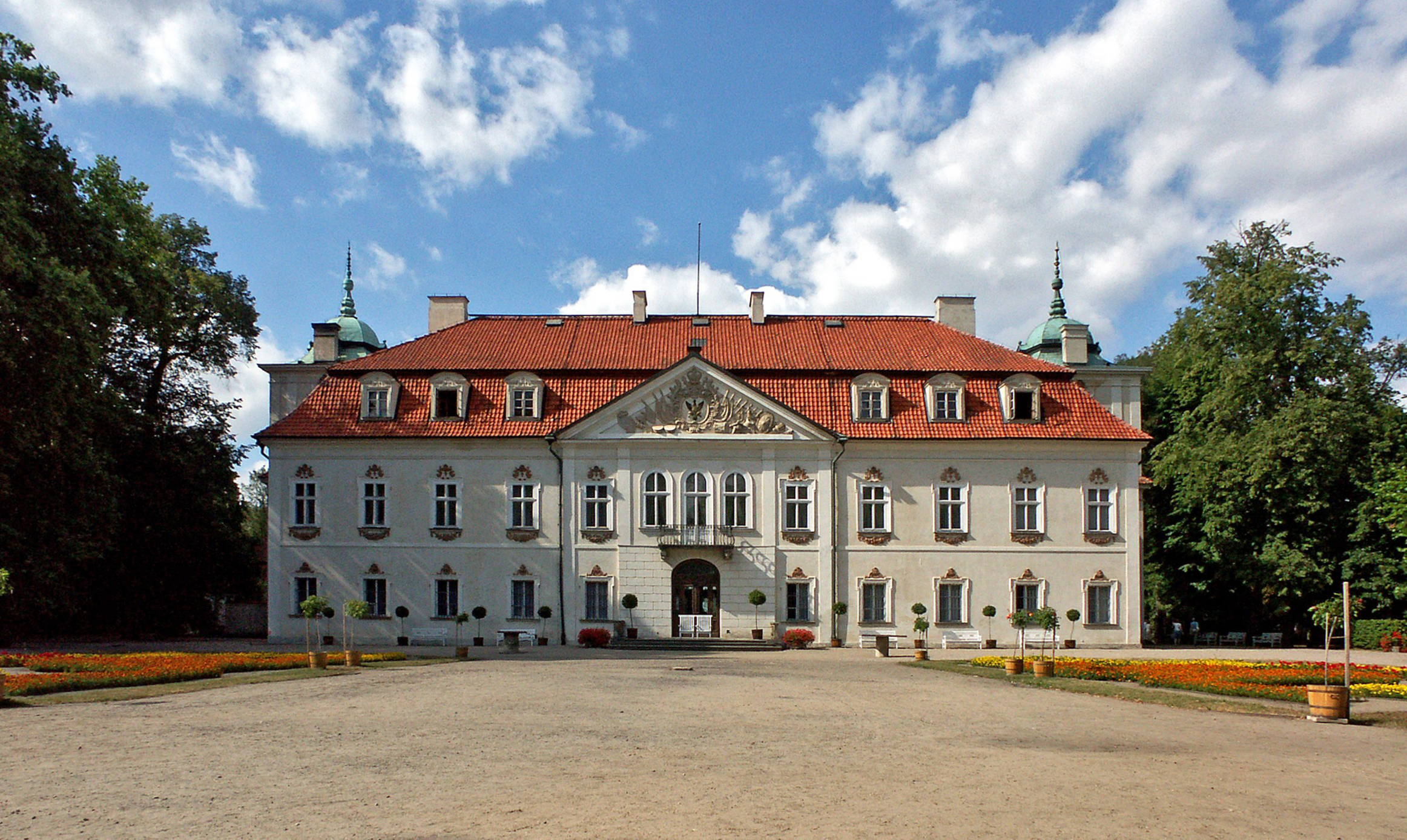

涅博魯夫宮（Nieborów Palace）是位於波蘭村鎮涅博魯夫的一座宮殿建築，修建於17世紀，在歷史上是貴族住宅。涅博魯夫宮由荷蘭人Tylman van Gameren設計，是波蘭最著名的貴族住宅之一。現在這裡是一個博物館。